# Burj al-Arab
Burj al-Arab (arabă برج العرب, în traducere: „Turnul Arabilor”) este un hotel de lux în Dubai, fiind cunoscut drept singurul hotel de șapte stele din lume, oficial clasificarea fiind de cinci stele deluxe, proiectat de arhitectul britanic Tom Wright. La 321 de metri înălțime este cea mai înaltă clădire din lume folosită exclusiv ca hotel. Este situat pe o insulă artificială, la 280 m depărtare de plaja Jumeirah, fiind legat de țărm printr-un pod privat curbat.

## Clasificare
Deși este recunoscut ca fiind singurul hotel de 7 stele din lume, clasificarea oficială este de 5 Stele Deluxe. Proprietarul hotelului (grupul hotelier Jumeirah) nu a folosit niciodată termenul de 7 stele în conferințe de presă sau reclame.
Această clasificare neoficială de 7 stele pare a fi provenit de la o jurnalistă britanică care a vizitat hotelul înainte de inaugurare, într-un tur de presă și a rămas impresionată de luxul opulent al hotelului.
Purtătorul de cuvânt al hotelului a declarat că nu se poate face nimic împotriva răspândirii acestei clasificări neoficiale.

## Poziția
Zona de la malul mării în care Burj Al Arab si Jumeirah Beach Hotel se află a fost denumită anterior Chicago Beach. Hotelul este situat pe o insulă artificială, despărțită de plajă printr-o autostradă suspendată. Numele locului își are originile în numele companiei Chicago Bridge & Iron Company, care la un moment dat se ocupa cu administrarea utilajelor  de extragere a petrolului în acea zonă.
Numele vechi a persistat după ce vechiul hotel a fost demolat în 1997, întrucât denumirea Dubai Chicago Beach Hotel a fost folosită ca nume public în faza de construcție a hotelului Burj Al Arab până când șeicul Mohammed bin Rashid Al Maktoum a anunțat noul nume.

## Construcția
Construcția clădirii a început în 1994 și a fost terminată în 1999. Clădirea conține peste 70.000 de m3 de ciment și 9.000 de tone de oțel, iar costul total s-a ridicat la aproximativ 1,6 miliarde $.
Deși au fost necesari nu mai puțin de trei ani pentru realizarea fundației, clădirea propriu-zisă a fost înălțată în mai puțin de trei ani.
230 de piloni din beton, înfipți în nisip la 40 de metri adâncime, fixează fundația formată din roci masive și beton.

## Aspectul
Forma construcției imită o ambarcațiune tipic arabă, cu vele, numită „Dhow”. 
Dacă exteriorul Burj Al Arab-ului este expresia unei arhitecturi ultramoderne, interiorul, proiectat de designerul Khuan Chew, este o combinație luxoasă de stiluri occidentale și orientale. Ea are un atrium imens de 180 metri înălțime și se mândrește cu 8.000 m2 acoperiți cu foiță de aur de 22 de carate și 24.000 m2 de marmură.